# Guarco
I Guarco furono una famiglia nobile della Repubblica di Genova.

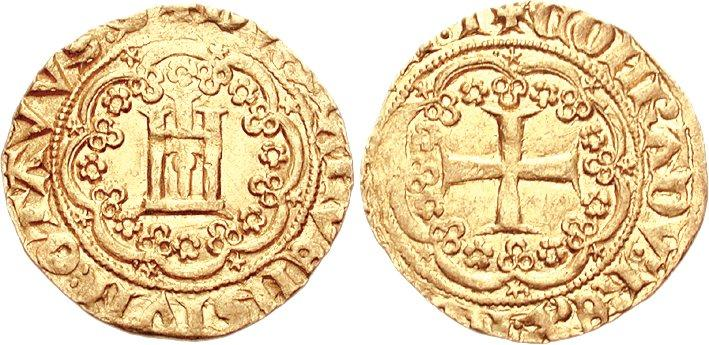
Moneta del doge Nicolò Guarco (1378-1383)

## Storia
L'origine della famiglia Guarco (detta talora Goarco o Gualco) è ignota. Nonostante molti genealogisti abbiano cercato un legame con la nobile casata dei Guaraco (che, già nel XII secolo, era ricordata tra le prime di Genova), è invece più plausibile che i Guarco provenissero da Gavi, nell'Oltregiogo, e che si fossero trasferiti, già nel XII secolo, nell'alta Val Polcevera, a ponente di Genova. Nei pressi di Campomorone e in particolare a Cesino, essi costruirono un solido patrimonio immobiliare, arricchito dal possesso di mulini e ferriere. L'importanza sociale e economica ivi acquisitia, unitamente alla rete di conoscenze con altri importanti famiglie della zona, costituì il punto di partenza che portò i Guarco, trasferitisi a Genova, a ricoprire un posto tra le più ricche e importanti famiglie genovesi.

## Esponenti
- Nicolò Guarco – 8º doge della Repubblica di Genova
- Antonio Guarco – 20º doge della Repubblica di Genova
- Isnardo Guarco – 25º doge della Repubblica di Genova